# Les Dents du diable
Pour plus de détails, voir Fiche technique et Distribution.
Les Dents du diable (titre anglais original The Savage Innocents) est un film de Nicholas Ray sorti en 1960. Il s'agit d'une adaptation du roman Top of the World  de l'écrivain suisse Hans Ruesch qui narre une aventure dramatique avec meurtre et poursuite qui se déroule dans le monde polaire des Inuits confrontés à la civilisation occidentale.

## Fiche technique
- Titre original : The Savage Innocents
- Réalisation : Nicholas Ray
- Scénario : Nicholas Ray, Hans Ruesch, Franco Solinas, Baccio Bandini et Hans Ruesch d'après son roman Top of the World
- Directeurs de la photographie : Peter Hennessy et Aldo Tonti
- Montage : Eraldo Da Roma et Ralph Kemplen
- Musique : Angelo Francesco Lavagnino
- Costumes : Vittorio Nino Novarese (non crédité)
- Production : Maleno Malenotti
- Genre : Aventure, policier et drame
- Pays de production :  Royaume-Uni,  France,  Italie
- Durée : 110 minutes (1 h 50)
- Dates de sortie :
  - Italie : 16 mars 1960 (Rome), 20 mars 1960
  - France : 20 mai 1960 (Festival de Cannes)
  - Royaume-Uni : 23 juin 1960 (Londres)

## Distribution
- Anthony Quinn (VF : Georges Aminel) : Inuk
- Yōko Tani : Asiak
- Carlo Giustini (VF : Jean Claudio) : le second policier
- Peter O'Toole (VF : Roger Rudel) : le premier policier
- Marie Yang : Powtee
- Marco Gigluelmi : le missionnaire
- Kaida Horiuchi : Imina
- Lee Montague : Ittimargnek
- Andy Ho (VF : Albert Augier) : Anarvik
- Yvonne Shima : Lulik
- Anthony Chinn : Kiddok
- Francis De Wolff (VF : Georges Hubert) : le propriétaire du comptoir commercial
- Michael Chow (VF : Ky Duyen) : Undik
- Ed Devereaux (VF : Raymond Loyer) : le pilote de l'avion
- Nicholas Stuart (VF : Jean-Claude Michel) : le narrateur

## Production
Réalisé en 1959-1960 pour Paramount Pictures par Nicholas Ray qui en est le scénariste principal, le film est une coproduction internationale regroupant des intérêts britanniques, italiens et français. Tourné en extérieur dans l'Arctique canadien avec des intérieurs tournés dans les studios britanniques de Pinewood et dans les studios de Cinecitta à Rome.
La vedette du film est Anthony Quinn, un Inuit nommé Inuk, qui tue un missionnaire qui a refusé sa femme (l'actrice japonaise Yoko Tani) offerte selon les traditions de hospitalité inuite. Le meurtrier est pourchassé dans les régions de l'Arctique polaire par deux policiers canadiens dont l'un mourra de froid tandis que l'autre sera secouru par Inuk. Il sera dès lors placé dans un cas de conscience, partagé entre la volonté d'accomplir sa mission de justice et la générosité à l'égard du meurtrier qui lui a sauvé la vie. Peter O'Toole qui joue ce personnage a exigé de ne pas figurer au générique du film parce que sa voix avait été doublée (c'était son premier rôle au cinéma).
L'affiche est réalisée pour la France par Yves Thos[réf. nécessaire].

## Distinctions
Le film a été présenté en sélection officielle en compétition au Festival de Cannes 1960.

## Réception
La réception du film a été mitigée. Par exemple le critique du New York Times reproche à Nicholas Ray d'avoir réalisé un « drame amer qui, s'il ne laisse pas les spectateurs indifférents, peut produire chez beaucoup un sentiment de rejet choqué devant des scènes inutilement provocantes ». On a aussi commenté l'opposition entre les règles de la civilisation représentées par les policiers et le missionnaire  et l'innocence de l'état de nature des Inuits (c'est le sens du titre »The Savage Innocents », les innocents sauvages). Loin d'exprimer l'authenticité du monde inuit, Nicholas Ray développe une position philosophique, idéaliste et romantique. Ainsi Inuk découvrant l'usage du fusil va trahir le mode de chasse traditionnel (on chasse pour se nourrir) et entrer dans la civilisation occidentale destructrice puisqu'il va chasser les renards pour vendre leurs peaux au comptoir de fourrures tenu par les blancs : Nicholas Ray organise d'ailleurs dans son film une opposition claire entre le grand silence blanc des paysages de neige et l'intérieur confiné et bruyant du poste de traite où l'agresse le son d'un disque de rock and roll. L'incompréhension du christianisme prêché par le missionnaire participe de la même intrusion et de la même confrontation : la scène est d'ailleurs le pivot du film puisque l'Inuit Inuk tue le missionnaire qui touche à son honneur en n'acceptant pas son présent (rappelons-le, il lui offre sa femme) en cognant sa tête contre le mur d'un igloo et tout bascule dans le drame.
Le film de Nicholas Ray ne constitue sans doute pas un chef d’œuvre : la volonté démonstrative qui l'emporte sur l'exotisme a fait considérer le film comme progressiste et il a été mieux reçu en Europe qu'en Amérique. Par ailleurs si le lyrisme et la beauté des paysages polaires font consensus, l'interprétation d'Anthony Quinn est discutée : elle est saluée comme « magistrale » par certains et comme « outrancière » par d'autres.

## Influences
Bob Dylan admirateur du film, a écrit en 1967 la chanson Quinn the Eskimo (The Mighty Quinn) en hommage à l'interprétation d'Anthony Quinn.